# مصطفى العبد الله
مصطفى العبد الله (4 أكتوبر 1989 - ) فنان ومخرج أغاني مصورة ومنتج عراقي.

## حياته ومشواره المهني
ولد مصطفى العبد الله في بغداد ودرس الإخراج السينمائي في معهد أبو ظبي للإنتاج السينمائي وقد عمل مع بعض الفنانين العراقيين منهم رضا العبد الله وهيثم يوسف وستار سعد نجم برنامج ذا فويس. وقيس هشام وصلاح حسن، وقد جمع مع مهنة الإخراج مهن الإنتاج السينمائي والغناء أيضاً، وقد كانت بدايته عن طريق أغنية فديو كان يحمل عنوانها (بس هوة حبي) بمشاركة علي جاسم وبعدها بفديو آخر بعنوان (كلش كطعت وياي) بمشاركة محمود التركي وبعدها أغنية (تعال)، والذي اشتهرت بـ(تعال اشبعك حب) بمشاركة علي جاسم ومحمود التركي والتي لاقت شهرة في الوطن العربي بتخطيها 500 مائة مليون مشاهدة على موقع اليوتيوب وبعدها انفرد بعمل بعنوان (انترس شيب) وأخرج في نفس الفترة عمل بعنوان (هانت العشرة) لـصلاح حسن وعمل آخر لشاعرة شهد الشمري بعنوان (بشر مو خوش) بالإضافة إلى ذلك هو مؤسس شركة نجوم الدار البيضاء للإنتاج والتوزيع الفني

## من أعمالة الغنائية

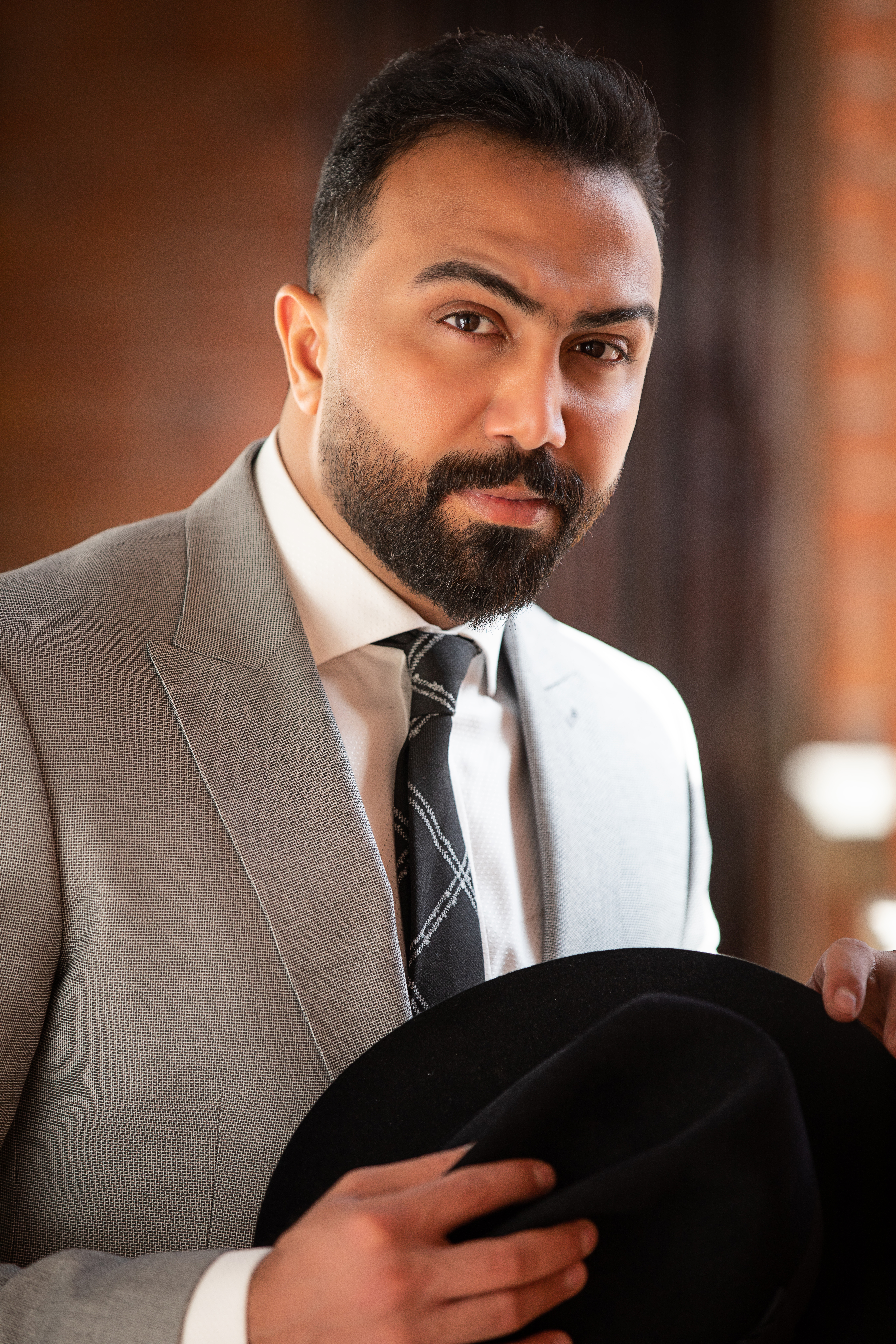

| اسم الأغنية   | الفنان                                           | كلمات          | الحان        | سنة النشر |
| ------------- | ------------------------------------------------ | -------------- | ------------ | --------- |
| بس هوة حبي    | علي جاسم ومصطفى العبد الله                       | محمد الجابري   | علي جاسم     | 2018      |
| كلش كطعت وياي | محمود التركي ومصطفى العبد الله                   | مصطفى الحمداني | محمود التركي | 2018      |
| تعال          | علي جاسم ومحمود التركي ومصطفى العبد الله         | زيدون مؤيد     | علي جاسم     | 2018      |
| هوى           | علي جاسم ومصطفى العبد الله                       | زيدون مؤيد     | علي جاسم     | 2018      |
| الاحباب       | مصطفى العبد الله وصلاح حسن وعلي جاسم وايفان ناجي | زيدون مؤيد     | علي جاسم     | 2019      |
| بس حضنك       | مصطفى العبد الله ونور الزين وعلي جاسم            | زيدون مؤيد     | علي جاسم     | 2019      |
| انترس شيب     | مصطفى العبد الله                                 | محمد الواصف    | علي جاسم     | 2019      |
| حلو           | مصطفى العبد الله وعلي جاسم                       | زيدون مؤيد     | علي جاسم     | 2019      |
| حبيبي الغالي  | مصطفى العبد الله                                 | عمار محمد      | علي جاسم     | 2019      |
| انا عراقي     | مصطفى العبد الله ومحمود التركي                   | رامي العبودي   | محمود التركي | 2019      |
| واحد واحد     | مصطفى العبد الله وعلي جاسم                       | زيدون مؤيد     | علي جاسم     | 2019      |
| عيني عيني     | مصطفى العبد الله                                 | امير محمد      | علي جاسم     | 2020      |
| يلا باي       | مصطفى العبد الله وعلي جاسم                       | عمار محمد      | علي جاسم     | 2020      |
| يا كوني       | مصطفى العبد الله                                 | علي رياض       | علي جاسم     | 2020      |

## من أبرز اعمالة الاخراجية
| اسم الأغنية       | الفنان                                   | كلمات          | الحان           | سنة النشر |
| ----------------- | ---------------------------------------- | -------------- | --------------- | --------- |
| تعال              | علي جاسم ومحمود التركي ومصطفى العبد الله | زيدون مؤيد     | علي جاسم        | 2018      |
| راحتي النفسية     | علي جاسم ومحمود التركي                   | عمار محمد      | علي جاسم        | 2018      |
| اجاني الليل       | ياسر عبد الوهاب ومحمد الصالحي            | محمد الصالحي   | احمد الهميم     | 2015      |
| توكع ع الجرح      | محمود التركي                             | رائد أبو فتيان | محمود التركي    | 2018      |
| ولا ناسيك         | ياسر عبد الوهاب ومصطفى فالح              | محمد الجبوري   | مصطفى فالح      | 2017      |
| شالع قلبي         | محمود التركي                             | احمد الميالي   | محمود التركي    | 2018      |
| حلو               | مصطفى العبد الله وعلي جاسم               | زيدون مؤيد     | علي جاسم        | 2019      |
| الخوة هنا         | ايفان ناجي                               | قصي عيسى       | نور الزين       | 2017      |
| دير بالك على امك  | ياسر عبد الوهاب                          | فلكلور عراقي   | فلكلور عراقي    | 2015      |
| حبيبُ قلبي         | محمود التركي                             | قصي باسل       | محمود التركي    | 2019      |
| غالي              | سيف عامر                                 | مصطفى الحمداني | علي جاسم        | 2018      |
| حيل تعبت          | ايفان ناجي                               | قصي عيسى       | علي صابر        | 2017      |
| حبيبي هوة         | ياسر الماجد ومحمود تركي ووسام حلمي       | ضياء الميالي   | حسن الجابري     | 2015      |
| انسى الغرام       | خالد الحنين                              | رائد الاديب    | ازهر حداد       | 2016      |
| اكتب رسالة        | علي جاسم                                 | عمار محمد      | علي جاسم        | 2019      |
| حبيب الروح        | هيثم يوسف                                | ازهر حداد      | ازهر حداد       | 2014      |
| يا حبيبي          | محمود التركي                             | همام الماجد    | سيف عامر        | 2017      |
| فاركتك            | ياسر عبد الوهاب ومحمود التركي            | قصي عيسى       | ياسر عبد الوهاب | 2017      |
| مابيه حيل         | سيف عامر                                 | رامي العبودي   | سيف عامر        | 2016      |
| من مشيت           | إسماعيل الجريح                           | محمد الجبوري   | حيدر كيتارا     | 2018      |
| ارجع              | صلاح حسن                                 | زيدون مؤيد     | نور الزين       | 2018      |
| ماشفت اليوم حبيبي | محمود التركي                             | محمد الصالحي   | محمود التركي    | 2017      |
| واحد              | محمود التركي                             | قصي عيسى       | محمود التركي    | 2018      |
| الفركة            | ياسر عبد الوهاب                          | محمد الصالحي   | ياسرعبدالوهاب   | 2016      |
| عينك على قلبك     | محمود التركي                             | مصطفى الحمداني | محمود التركي    | 2018      |
| راح تعلك          | سيف عامر وحكيم                           | رامي العبودي   | سيف عامر        | 2016      |
| المدلل            | علي الغالي                               | رامي العبودي   | علي الغالي      | 2018      |
| مابيك غير العافية | محمود التركي                             | ياسر فليح      | محمود التركي    | 2020      |
| انتي الكسرتيني    | سيف عامر                                 | رامي العبودي   | سيف عامر        | 2018      |
| بالضيم            | سيف عامر                                 | رامي العبودي   | سيف عامر        | 2017      |
| شو ماكو           | علي جاسم ومحمود التركي                   | قصي عيسى       | محمود التركي    | 2019      |
| أبو الحنية        | علي جاسم                                 | محمد الواصف    | علي جاسم        | 2018      |
| حياتي             | ياسر عبد الوهاب                          | احمد الميالي   | ياسر عبد الوهاب | 2015      |
| بشر مو خوش        | شهد الشمري وعلي جاسم                     | محمد الواصف    | علي جاسم        | 2019      |
| ليلي              | قيس هشام                                 | محمد الجبوري   | قيس هشام        | 2018      |
| المن بعد احب اني  | هيثم يوسف                                | ضياء الميالي   | علي صابر        | 2015      |
| حس شوية           | هيثم يوسف                                | احمد الميالي   | علي القيسي      | 2016      |
| هانت العشرة       | صلاح حسن                                 | زيدون مؤيد     | علي جاسم        | 2019      |
| ضحكوني            | ضياء الميالي وعلي بدر وعلي الغالي        | همام الماجد    | مراد الدوسري    | 2016      |
| حلاة بغدادي       | ستار سعد                                 | براء نشوان     | عماد الماجد     | 2017      |

## وصلات خارجية
- لقاء مع المخرج العراقي مصطفى العبد الله والفنان محمود التركي على قناة قناة العربية بخصوص تريو "تعال"
- لقاء المخرج العراقي مصطفى العبد الله على قناة الرشيد الفضائية في برنامج اخطائي
- لقاء المخرج العراقي مصطفى العبد الله على قناة هنا بغداد الفضائية في برنامج هذا الصباح
- لقاء مع مصطفى العبد الله وعلي جاسم على قناة Bablyon TV في برنامج بابل شات
- لقاء مع التريو العراقي محمود التركي وعلي جاسم ومصطفى العبد الله على قناة تلفزيون صوت ألمانيا